# Миодраг Божовић
Миодраг „Гроф” Божовић (рођен 22. јуна 1968. у Мојковцу) је бивши црногорски фудбалер, а садашњи фудбалски тренер.

## Каријера

### Играчка
Као фудбалер наступао је је за подгоричку Будућност, Црвену звезду (освојио Куп Југославије), индонежанску Пелиту, кипарски АПОП, РКЦ Валвајк, јапанску Ависпу из Фукуоке, да би са свега 30 година завршио каријеру у Розендалу и посветио се тренерском послу.

### Тренерска
Тренерску каријеру је почео у ФК Београд, па је био помоћник у јапанском Сапору, а од 2003. креће његов успон у тренерској каријери. Постао је тренер чачанског Борца, на чијој клупи је седео у три наврата, од 2003. до 2004, у сезони 2005/06. и 2007. године. Водио га је до историјског шестог места на табели, што је најбољи пласман Чачана на табели. У сезони 2006/07. предводио је подгоричку Будућност и постао вицепрвак Црне Горе. Између два мандата у Борцу и периода на клупи Будућности, био је и у кипарском АЕП Пафосу, водио је и Хајдук са Лиона, а такође је и кратко био тренер Обилића током 2004. године.
Божовић је 2008. године преузео руски Амкар. У Русији се задржао све до 2015. године а за то време је водио још и ФК Москву, Динамо из Москве, Ростов и Локомотиву из Москве. Са Ростовом је освојио Куп Русије 2014, а са Локомотивом стигао до финала Купа 2015, па је поднео оставку. Амкар и ФК Москву је водио до историјског 4.места у шампионату Русије, са Амкаром је играо и финале Купа Русије 2008. и изгубио од ЦСКА тек после извођења пенала, а исти тим је у другом мандату спасио испадања у сезони 2011/12. У Динаму из Москве је поднео оставку, јер је испао у четвртфиналу Купа, а договор је био да Динамо освоји Куп јер је то била једина шанса за излазак у Европу.
Крајем маја 2015. Божовић је постао тренер Црвене звезде. Одмах по његовом доласку у клуб, Црвена звезда је елиминисана из квалификација за Лигу Европе од казахстанског Каирата. Затим је уследила доминација домаћим првенством, рекордне 24 победе у низу и убедљиво освојена титула у сезони 2015/16, па опет неуспех на међународној сцени и елиминације од Лудогореца у борби за групну фазу Лиге шампиона, те Сасуола у борби за Лигу Европе. У сезони 2016/17. његова екипа је три кола пре краја првенства, препустила прву позицију, коју је држала малтене од августа, Партизану након пораза од Вождовца (3:2). Након тога је Божовић поднео оставку. Звезду је водио на 83 меча и остварио 62 победе, 11 ремија и 10 пораза.